# Egress Peak
Der Egress Peak (englisch für Ausgangsberg) ist ein 1690 m hoher Berg in der antarktischen Ross Dependency. In den Churchill Mountains ragt er 10 km östlich des Mount Albert Markham am westlichen Ausläufer der Carlstrom Foothills oberhalb einer 1400 m langen Wasserscheide auf. Von letzterer fließt der Benbrook-Gletscher in südlicher Richtung zum Flynn-Gletscher und ein bislang unbenannter Gletscher nach Norden zum Jorda-Gletscher.
Das Advisory Committee on Antarctic Names benannte den Berg 2003 so, da die beiden beschriebenen Gletscher ihren Ursprung in seiner unmittelbaren Umgebung haben.